# Jinghe
Der Kreis Jinghe (chinesisch 精河县, Pinyin Jīnghé Xiàn, uigurisch جىڭ ناھىيىسى Jing Naⱨiyisi; mongolisch ᠵᠢᠩ
ᠾᠧ

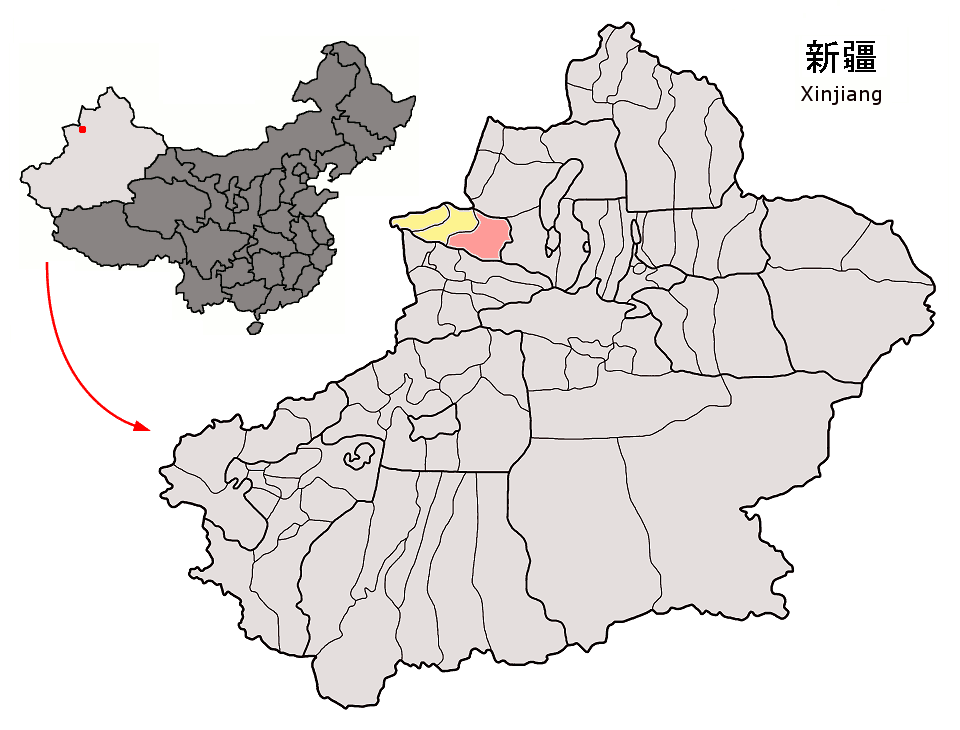
Lage des Kreises Jinghe (rosa) im Mongolischen Autonomen Bezirk Börtala (gelb)

ᠰᠢᠶᠠᠨ) ist ein Kreis im Autonomen Bezirk Bortala der Mongolen im Nordwesten des Uigurischen Autonomen Gebietes Xinjiang in der Volksrepublik China. Er hat eine Fläche von 11.175 km² und zählt 141.593 Einwohner (Stand: Zensus 2010). Sein Hauptort ist die Großgemeinde Jinghe (精河镇).